# Barbula longicostata
Barbula longicostata är en bladmossart som beskrevs av Li Xing-jiang 1981. Barbula longicostata ingår i släktet neonmossor, och familjen Pottiaceae. Inga underarter finns listade i Catalogue of Life.